# 长岭县
长岭县是吉林省松原市下辖的一个县。縣人民政府駐 长岭镇。

## 行政区划
长岭县下辖3个街道办事处、12个镇、10个乡：
长岭镇、太平川镇、巨宝山镇、太平山镇、前七号镇、新安镇、三青山镇、大兴镇、北正镇、流水镇、永久镇、利发盛镇、集体乡、光明乡、三县堡乡、海青乡、前进乡、东岭乡、腰坨子乡、八十八乡、三团乡、三十号乡、长岭种马场、太平川机械林场、三团机械林场、东岭机械林场、十四号种畜场、良种繁育场和前七号机械林场。

## 人口
根據第七次人口普查數據，截至2020年11月1日零時，長嶺縣常住人口為451620人。

## 交通
- 203国道、 334国道过境。